# 女と男の熱帯
『女と男の熱帯』（おんなとおとこのねったい）は、2013年1月20日から2月24日までWOWOWの連続ドラマW枠で放送されたテレビドラマ、全6話。
主演は藤原紀香と渡部篤郎。2004年に死去した脚本家・野沢尚が生前に温めていた企画を映像化した作品である。

## ストーリー
JBSテレビの報道記者・宮部苑子は、アメリカの情報屋から“アメリカで妻子を殺されたシンドウという日本人の男が復讐殺人を計画し、日本に帰国する”という情報を入手する。過去のあるスクープを機に、仕事への熱意を失っていた苑子は久しぶりに情熱を取り戻し、伝手を頼ってシンドウという男の身元を割り出す。部下の野村と共に進藤の生活を監視し始めるが、進藤は精肉会社で真面目に働き、息子と共に静かに生活を送るばかりで何ら不審な点はなかったが、間もなく進藤宅に盗聴器が仕掛けられていることが判明する。
同じ頃、埼玉県小枝市で思春期の女子生徒たちに初潮が来ない無月経症が急増していることが判明し、新設されたばかりのゴミ焼却場の手抜き工事によるダイオキシン漏れが原因ではないかと報道される。ある日苑子は、親友の娘で高校1年生のハナから無月経症の相談を受け、小枝市以外でも無月経症の子が増えていることが分かり、この問題に興味を持ち始めるが、間もなく圧力がかかり取材中止を余儀なくされる。間もなく苑子の取材を手伝っていた野村が、インターネットの掲示板から「小枝市では一時期青い目の牛乳 が給食に出ていた」という書き込みを見つけ、無月経症との関係を怪しんだ苑子は小枝市で取材を始める。やがて進藤の復讐の動機と無月経症問題が同じ根幹にあることが判明する。
進藤の取材を続ける苑子は、次第に進藤の悲痛な思いを遂げさせたいと思うようになる。

## キャスト
宮部 苑子
演 - 藤原紀香
JBSテレビ報道局デスク。数年前に某建設会社の耐震偽装をスクープするが、内部告発者が社員から報復行為に遭い、意識不明の重体に陥ったことで、彼を守ることができなかったという自責の念から仕事への熱意も失ってしまう。進藤と一夜を共にした。
進藤 悟史
演 - 渡部篤郎
元京永商事社員。同社アメリカ支社時代に、ニューヨークのレストランで家族と食事中に爆破事故に遭い、妻子を失う。爆破事件の首謀者に報復するため、日本へ帰国する。執拗に付きまとう苑子を不審に思う。苑子と一夜を共にした。
野村 修平
演 - 永山絢斗
JBSテレビ報道局契約AD。苑子と共に進藤の行動確認をする。当初は渋々であったが、次第に取材に熱意を持っていく。パソコンオタクで、ハッキングなどの技術も有する。
白木 ルミ
演 - YOU
料理研究家。苑子の親友。
曽根 正臣
演 - 安田顕
JBSテレビ報道局ディレクター。無月経症問題の取材をしている。
白木 ハナ
演 - 刈谷友衣子
ルミの娘。高校1年生。初めて恋人ができるが、初潮が来ないことを母にも言えず、自分も無月経症ではないかと悩み、恋人との関係の発展にも悩んでいる。
松橋 亮
演 - 二階堂智
JBSテレビ報道局部長。苑子の元恋人。彼女がカムバックできるようサポートする。
坂本 裕貴
演 - 小林海人（幼少期：五十嵐陽向）
進藤の息子。爆破事件後、母方の祖母（演：市毛良枝）の養子となる。事件のショックから話せなくなる。
西岡
演 - 阿部進之介
過剰な正義感から人に害をなしてしまうという精神疾患を持つ青年。
尾上 賢吾
演 - 山本圭
京永商事社長。BSEが日本に蔓延した際に、クローン牛の解禁によって国産牛の壊滅を阻止した立役者として、メディアにも頻繁に出演する。無月経症問題の原因がダイオキシンにあるという報道を受け、「世界一クリーンな都市東京」をスローガンに東京都知事に立候補し、当選する。
富樫 渉
演 - 吉田栄作
京永商事常務。進藤の元上司。次期社長との呼び声も高い。かつて、進藤と共にあるプロジェクトを手掛けていた。

その他
- 長谷部（耐震偽装を内部告発した社員の妻） - 奥貫薫
- 警視庁刑事 - 日野陽仁
- 進藤のアパートの管理人 - 小野了
- 山形の写真店の主人 - 織本順吉
- 写真店の主人の妻 - 五月晴子
- 小枝市の少年 - 広田亮平
- 京永商事社員 - 吉満涼太

## スタッフ
- 原案 - 野沢尚
- 演出 - 生野慈朗、井坂聡、村上牧人
- 脚本 - 相沢友子
- 音楽 - 佐藤直紀
- プロデューサー - 岡野真紀子、黒沢淳、近見哲平